# بخند قبل از مرگ
بخند قبل از مرگ (ایتالیایی: Il sorriso della iena) یک فیلم ایتالیایی به کارگردانی سیلویا آمادیو و محصول سال ۱۹۷۲ است.